# Syrphoctonus tenuitibialis
Syrphoctonus tenuitibialis är en stekelart som beskrevs av Tohru Uchida 1957. Syrphoctonus tenuitibialis ingår i släktet Syrphoctonus och familjen brokparasitsteklar. Inga underarter finns listade i Catalogue of Life.